# 瓦尔滕豪森
瓦尔滕豪森是德国巴伐利亚州的一个市镇。总面积13.44平方公里，总人口680人，其中男性355人，女性325人（2011年12月31日），人口密度51人/平方公里。